# French Open 2014 – čtyřhra vozíčkářů
Obhájcem titulu soutěže čtyřhry vozíčkářů na pařížském French Open 2014 byl francouzsko-japonský pár Stéphane Houdet a Šingo Kunieda, jehož členové nestartovali společně. Houdet nastoupil do turnaje po boku belgického hráče Joachima Gérarda. Kuniedovým spoluhráčem se stal méně zkušený krajan Takuja Miki, s nímž vypadl v semifinále.
Soutěž vyhrála nejvýše nasazená dvojice tvořená Houdetem s Gérardem. Ve finále tito tenisté porazili argentinsko-francouzský pár Gustavo Fernández a Nicolas Peifer. Poté, co si finalisté rozdělili úvodní dva sety poměrem 4–6 a 6–3, rozhodl o vítězích až supertiebreak nejtěsnějším dvoubodovým rozdílem [11–9].
Pro 43letého Houdeta se jednalo o pátou deblovou trofej z Roland Garros, když turnaj opanoval již v letech 2007, 2009, 2010 a 2013, a celkově jedenáctý grandslamový triumf z této soutěže. 25letý Gérard získal svůj premiérový titul na Grand Slamu. Do žebříčku okruhu NEC Tour si každý z vítězů připsal 800 bodů a dvojice si rozdělila prémii 7 000 eur.

## Nasazení párů
1. Joachim Gérard /  Stéphane Houdet (vítězové)
2. Gordon Reid /  Maikel Scheffers (semifinále)

## Pavouk
| Legenda                                                       |                                                                        |                                                   |
| - Q – kvalifikant - WC – divoká karta - LL – šťastný poražený | - Alt – náhradník - SE – zvláštní výjimka - PR/SR – žebříčková ochrana | - w/o – bez boje - r – skreč - d – diskvalifikace |

|  | Semifinále | Semifinále                       | Semifinále                       | Semifinále | Semifinále |     |                                | Finále | Finále | Finále | Finále | Finále |
|  |            |                                  |                                  |            |            |     |                                |        |        |        |        |        |
|  | 1          | Joachim Gérard Stéphane Houdet   | 7                                | 3          | [10]       |     |                                |        |        |        |        |        |
|  |            | Šingo Kunieda Takuja Miki        | 5                                | 6          | [8]        |     |                                |        |        |        |        |        |
|  |            | Šingo Kunieda Takuja Miki        | 5                                | 6          | [8]        | 1   | Joachim Gérard Stéphane Houdet | 4      | 6      | [11]   |        |        |
|  |            |                                  |                                  |            |            | 1   | Joachim Gérard Stéphane Houdet | 4      | 6      | [11]   |        |        |
|  |            |                                  | Gustavo Fernández Nicolas Peifer | 6          | 3          | [9] |                                |        |        |        |        |        |
|  |            | Gustavo Fernández Nicolas Peifer | Gustavo Fernández Nicolas Peifer | 6          | 3          | [9] | 6                              | 79     |        |        |        |        |
|  |            | Gustavo Fernández Nicolas Peifer |                                  |            |            |     | 6                              | 79     |        |        |        |        |
|  | 2          | Gordon Reid Maikel Scheffers     | 4                                | 67         |            |     |                                |        |        |        |        |        |